# Distrito de Leilek
El distrito de Leilek (en kirguís: Лейлек району) es uno de los rayones (distrito) de la provincia de Batken en Kirguistán. Tiene como capital la ciudad de Isfana.
En 2009 tenía 116 861 habitantes.

## Subdivisiones
El distrito incluye la ciudad de Isfana y 9 comunidades locales o aiyl okmotus. Isfana, que no pertenece a ningún aiyl okmotu, tiene como pedanías los pueblos de Myrza-Patcha, Samat, Chimgen, Taylan, Ak-Bulak y Golbo. Los aiyl okmotus y los pueblos que los forman son los siguientes:
1. Ak-Suu aiyl okmotu (centro administrativo Ak-Suu; otros pueblos Alga, Jenish y Suu-Bashi)
2. Beshkent aiyl okmotu (centro administrativo Beshkent; otros pueblos Imeni Karla Marksa, Kayragach, 50 Let SSSR y Eski Oochu)
3. Margun aiyl okmotu (centro administrativo Margun; otros pueblos Churbek, Darkhum y Dargaz)
4. Jangy Jer aiyl okmotu (centro administrativo Tsentralnoye; otros pueblos Arka, Dostuk y Jashtyk)
5. Leilek aiyl okmotu (centro administrativo Korgon; otros pueblos Kara-Suu, Leilek, Chuyanchy y Ak-Terek)
6. Katran okmotu (centro administrativo Katran; otros pueblos Jangy-Turmush y Özgörüsh)
7. Kulundu aiyl okmotu (centro administrativo Kulundu; otros pueblos Bulak-Bashy, Internatsional'noye, Kommunizm e Imeni Lenina)
8. Sambula aiyl okmotu (centro administrativo Andarak; otros pueblos Iskra, Kök-Tash y Kommuna)
9. Toguz-Bulak aiyl okmotu (centro administrativo Toguz-Bulak; otros pueblos Aykol, Kara-Bulak, Aybike, Min-Jigach y Gordoy)